# Vicky Xu
Vicky Xiuzhong Xu (Chino: 许秀中; pinyin: Xǔ Xiùzhōng) (China, 1994) es una analista política y periodista sinoaustraliana conocida por denunciar los abusos contra los derechos humanos en China. En marzo de 2020, Xu fue la autora principal de un informe, Uyghurs for Sale, que afirmaba que muchos uigures de Xinjiang habían sido trasladados a otras zonas de China para realizar trabajos forzados. Esto condujo a una campaña de hostigamiento y acoso contra Xu, incluyendo amenazas de muerte y videos difamatorios.

## Biografía
Xu nació en la ciudad de Jiayuguan, provincia de Gansu, China. Su padre es miembro del Partido Comunista Chino (PCCh).
En 2012, Xu ingresó en la Universidad de Comunicación de China en Beijing . Durante un año sabático, en 2014, Xu viajó a Perth (Australia) para enseñar mandarín en una escuela secundaria. En ese momento, ella era partidaria del Partido Comunista Chino. Sin embargo, comenzó a cambiar de opinión después de ver un documental sobre las protestas y la masacre de la Plaza de Tiananmen de 1989 .
Abandonando sus estudios en Beijing, Xu se graduó en Ciencias Políticas en la Universidad de Melbourne, con un semestre de intercambio en el Instituto de Investigación Harry S. Truman. En ese momento, Xu apoyaba abiertamente al Partido Comunista. Sin embargo, después de entrevistar a un disidente chino, Wu Lebao, para una tarea, Xu comenzó a revisar sus opiniones.

## Carrera profesional

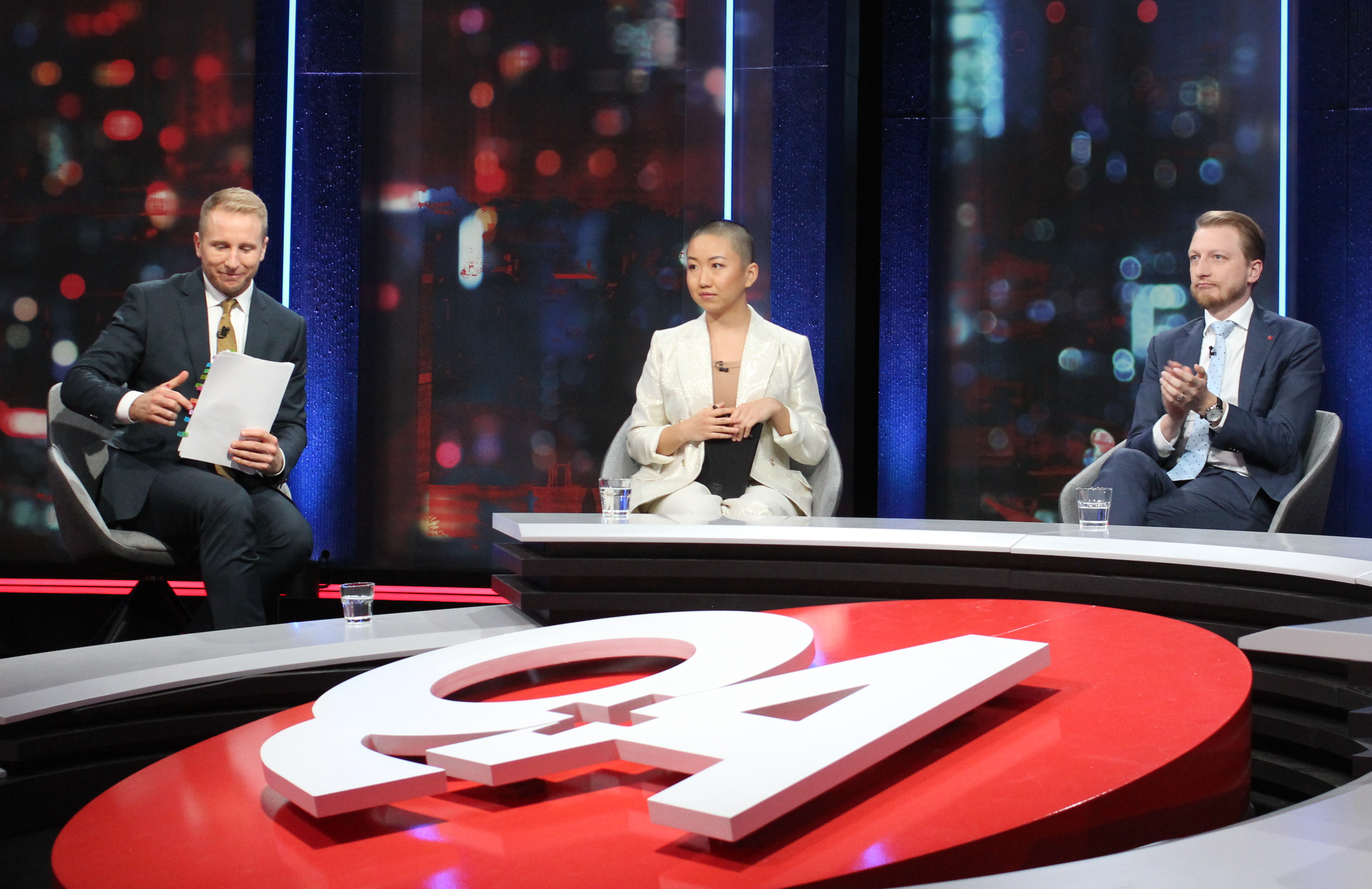
Vicky Xu hablando en Q+A en Melbourne en 2021 con Hamish Macdonald y el senador James Paterson.

Después de salir de China, Xu ha trabajado como periodista para medios australianos y estadounidenses, y ha realizado monólogos de comedia. Más recientemente, se ha trabajado como analista de políticas en el Instituto de Política Estratégica de Australia (Australian Strategic Policy Institute).
Mientras estudiaba, trabajó como freelance para The New York Times en Beijing y Sydney.
Después de graduarse en 2018, Xu trabajó para la Australian Broadcasting Corporation (ABC), The New York Times y el Instituto Australiano de Política Estratégica. Los informes de Xu han cubierto temas como las relaciones entre Australia y China, los abusos de los derechos humanos en China y las comunidades de la diáspora de Australia. Xu también ha trabajado como comediante monologuista, usando el humor negro para compartir sus observaciones sobre China.
En un debate televisivo en febrero de 2020, Xu debatió con Wang Xining, el subjefe de la embajada de China en Australia sobre el trato de China a los uigures. En marzo, como autora principal del informe Uyghurs for Sale, Xu documentó pruebas que mostraban que las autoridades chinas estaban desplazando a los uigures de Xinjiang a otras regiones de China y luego los utilizaban como mano de obra forzada, a menudo para fabricar productos para marcas globales como Adidas, Apple, BMW y Nike, entre otras. El informe se convirtió en la base de las declaraciones de las agencias gubernamentales de EE. UU., junto con las universidades europeas y canadienses, contra el maltrato chino a las minorías étnicas y religiosas. Xu ha criticado al gobierno australiano por no reconocer la crisis de derechos humanos de los uigures como genocidio. También ha criticado a algunos halcones de China, como Sharri Markson por basar sus puntos de vista sobre China y los orígenes de la pandemia de COVID-19 en teorías de conspiración.

### Acoso
En 2019, Xu y su familia fueron hostigados activamente, con llamadas para que su padre, de quien ahora está separada, fuera "castigado" con el exilio debido a las opiniones de su hija. Cuando visitó a su abuela moribunda, le advirtieron que no regresara a China. En 2021, se creó una exposición de cuatro partes sobre su vida privada.
En abril, durante una campaña de desprestigio en todo el país, los medios estatales chinos la llamaron traidora, peón controlado por Occidente o “mujer demonio”. Usuarios de Internet en China amenazaron de muerte y pidieron que relocalizen a su familia. En un medio australiano, Xu reveló que el acoso se ha extendido más allá de ella, que: «personas cercanas a mí que aún viven en China han sido atacadas por agentes de inteligencia chinos. Personas cercanas a mí han sido interrogadas repetidamente y detenidas. Están pagando un precio por que yo diga la verdad aquí.»
En enero de 2021, Allen & Unwin anunció planes para publicar las memorias de Xu, You're So Brave (Eres tan valiente).